# Tiger Stadium (LSU)
El Tiger Stadium es el estadio en el que juega sus partidos el equipo de fútbol americano de la Universidad Estatal de Luisiana. Tiene una capacidad de 102 321 espectadores sentados, siendo el sexto más grande del país. Es considerado el estadio más ruidoso y con la atmósfera más electrificante de todos los estadios universitarios.

## Death Valley
El Tiger Stadium es conocido popularmente como "Death Valley" (El valle de la muerte), debido al griterío ensordecedor que suele acompañar los partidos que en él se celebran. En principio el apodo era el de "deaf valley" (el valle de los sordos), pero con el paso del tiempo se quedó con el que actualmente tiene. Durante un partido televisado a nivel nacional por la ESPN contra la Universidad de Auburn en 2003, la cadena de televisión midió hasta un nivel de 119 decibelios en algunas partes del partido. El 6 de octubre de 2007 la CBS midió 115 decibelios en un partido contra la Universidad de Florida.

## Historia
Cuando se inauguró el estadio, en 1924, la capacidad del mismo era de 12 000 espectadores, con gradas a ambos lados del campo. En 1931, los asientos se ampliaron hasta los 22 000.

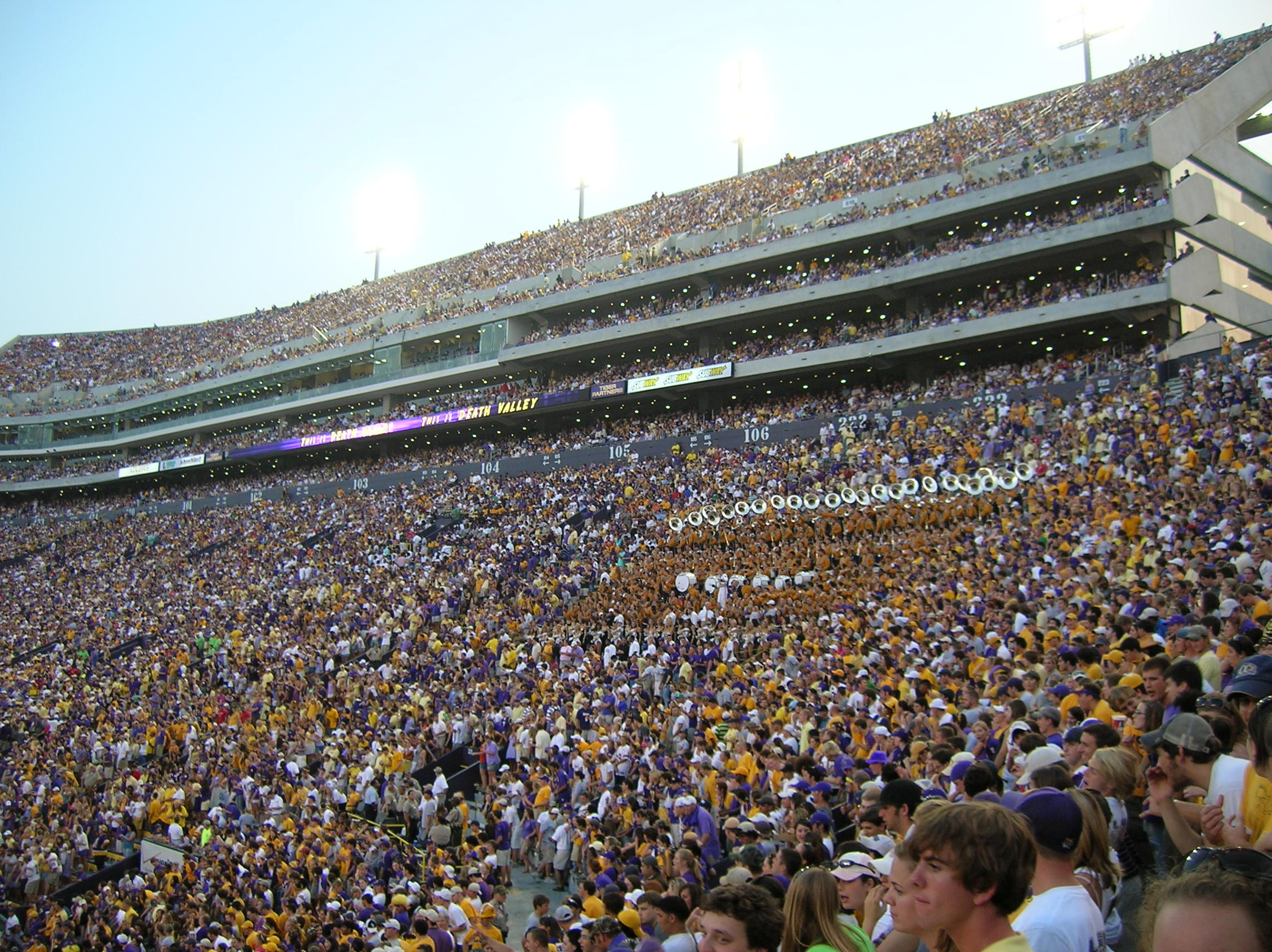
Fondo Oeste del Tiger Stadium

En 1936 se construyó el fondo norte del estadio, ampliando el aforo hasta los 46 000 asientos. En un principio el dinero empleado en la ampliación estaba destinado a residencia de estudiantes, pero al Gobernador Huey P. Long se le ocurrió la idea de sortear la legislación, mandando construir la residencia debajo de los asientos del estadio. Los dormitorios de la residencia se convirtieron años más tarde en dependencias del estadio para el departamento de deportes de la universidad y como facultad.
La forma de herradura desapareció en 1953 con la construcción del fondo oeste, que cerraba el estadio por sus cuatro costados. Posteriormente se construyeron dos tribunas superiores, con lo que en 1978 la capacidad era aproximadamente de 78 000 espectadores.
El estadio fue mejorado en varias ocasiones durante los años 80, comenzando con el reemplazo de los asientos por otros con respaldo y la impermeabilización de las tribunas este y oeste en 1985. algunos asientos más fueron añadidos, consiguiendo a finales de la década tener una capacidad de 80 150 espectadores.
En 1994 se eliminaron algunas filas de asientos debido a la ampliación del vestuario visitante, pero posteriormente se completaron las tribunas superiores de los fondos, dejando la capacidad oficial del estadio en 92 400 en 2006.
El 6 de octubre de 2007 se produjo un récord de asistencia, cuando 92 910 aficionados se dieron cita para ver la victoria de los LSU Tigers sobre los Florida Gators por 28-24.
El estadio se amplió a 102 321 espectadores para la temporada 2014, lográndose agotar las entradas para los partidos ante Mississippi State, Alabama y Ole Miss.

## Huracán Katrina

El Tiger Stadium, decorado con los colores de los Saints

El Tiger Stadium sirvió como recolocación provisional del equipo de la NFL de New Orleans Saints para la disputa de cuatro partidos como consecuencia de los daños que sufrió su estadio, el Superdome a causa del Huracán Katrina. Los dos primeros partidos se celebraron en la mañana domingo, justo después del día de partido de los Tigers, lo que significó que una multitud de operarios tuviera que repintar el terreno con los colores del equipo profesional justo después de terminar el encuentro universitario para tenerlo listo al día siguiente, por lo cual la NFL permitió que los otros dos partidos se disputaran por la tarde.

## Fechas clave del estadio
- 3 de octubre de 1931. Primer partido nocturno disputado en el estadio. LSU ganó a Spring Hill 35-0.
- 11 de octubre de 1997. Los invictos hasta ese momento, la Universidad de Florida, pierde con LSU por 28-21. Fue el primer partido de la historia de los Tigers en el cual se usó la portería de un único poste.
- 30 de octubre de 2005. Se celebra el primer partido de NFL de la historia del estadio, entre New Orleans Saints y Miami Dolphins, con la victoria de estos últimos por 21-6.
- 6 de octubre de 2007. Se bate el récord de asistencia al estadio, con 92 910 espectadores viendo la victoria de LSU ante Florida por 28-24.

## Peculariedades
- A diferencia de la mayoría de los terrenos de juego de fútbol americano, el Tiger Stadium tiene marcada la yarda 0, justo en la zona de anotación (end zone). También tiene dibujadas las yardas que acaban en 5.

- El Tiger Stadium es uno de los únicos tres de la División I de la NCAA que utiliza las clásicas porterías de dos postes, similares a las que se encuentran en un estadio de rugby. El 20 de noviembre de 1993, en un partido contra la Universidad de Tulane, recibieron un permiso especial de la NCAA con motivo del centenario del equipo. La norma dictada en 1967 obliga a los estadios a tener porterías de un solo poste, en forma de "Y", de la cual solamente están extentas, además de LSU, las universidades de Florida State y de Washington State.

## Galería

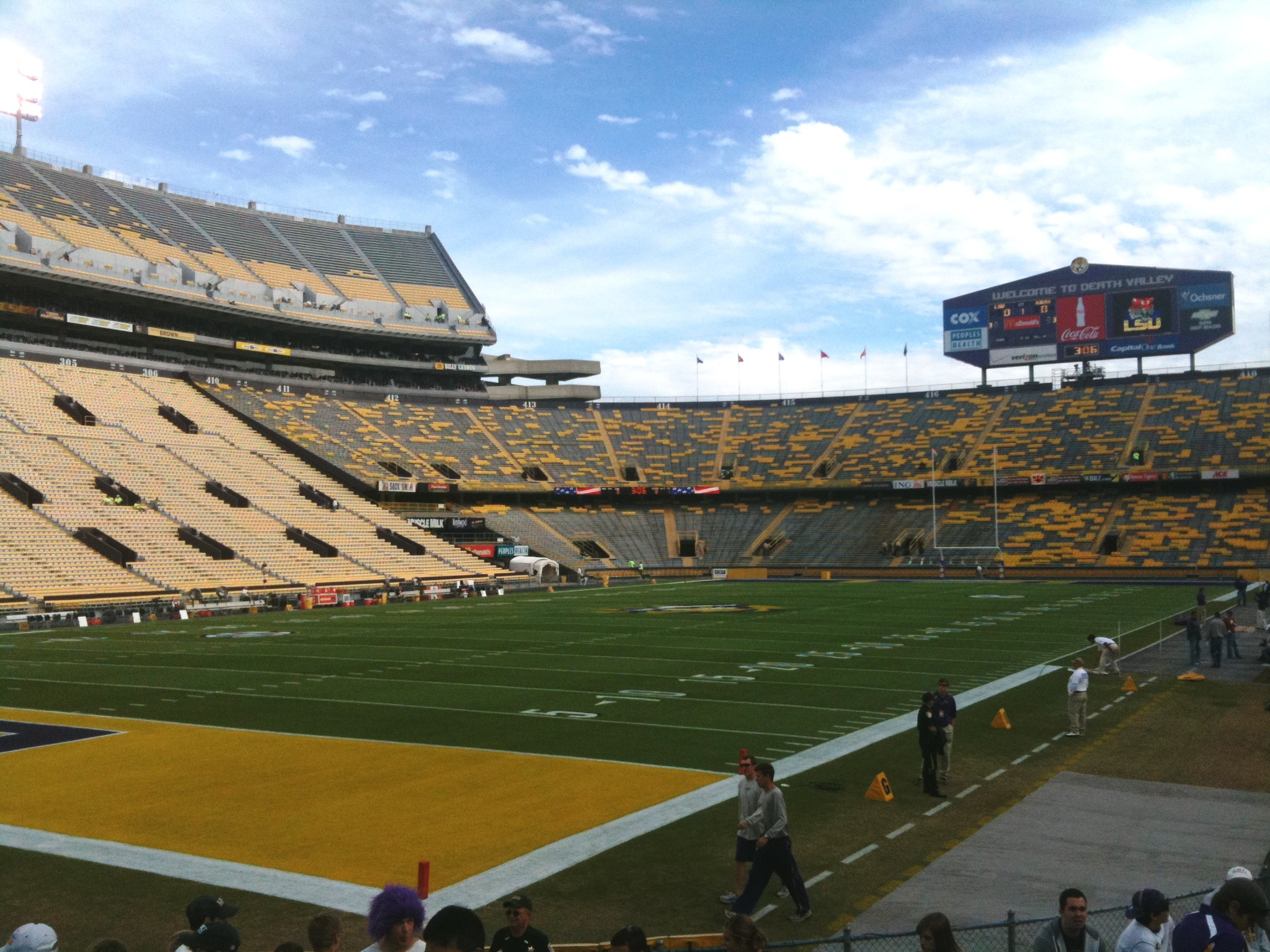
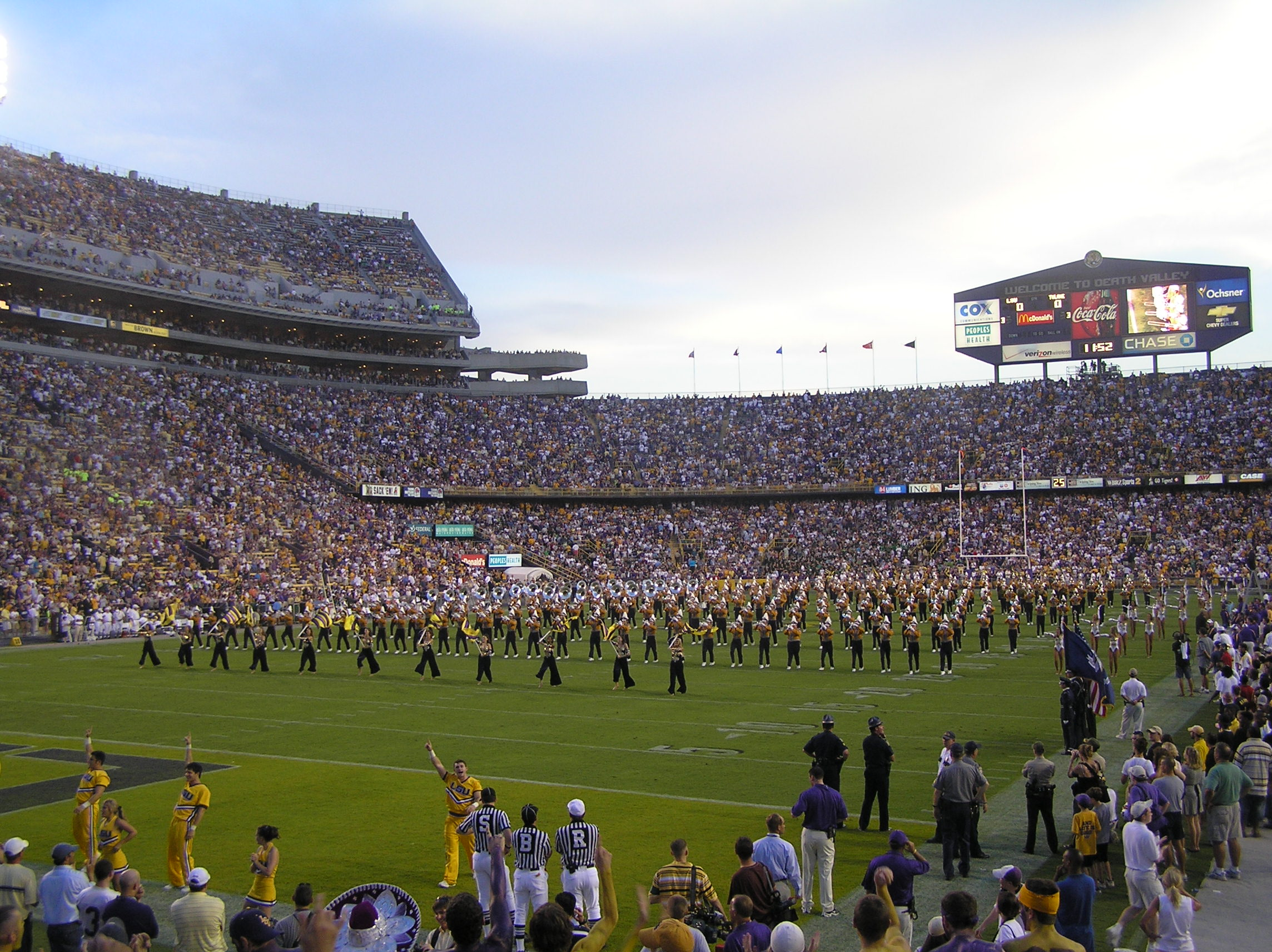
Momentos previos a un partido
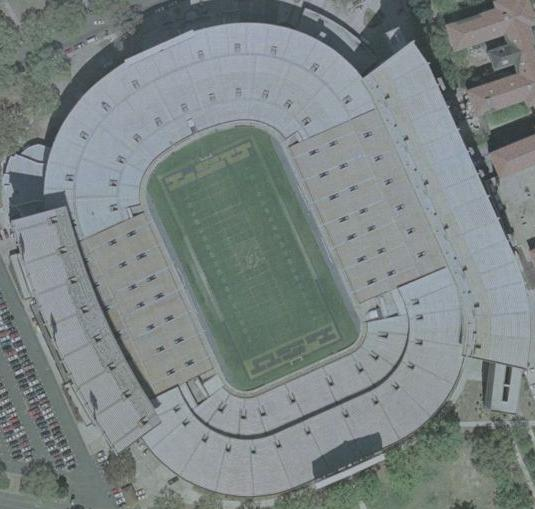
Vista aérea del Tiger Stadium
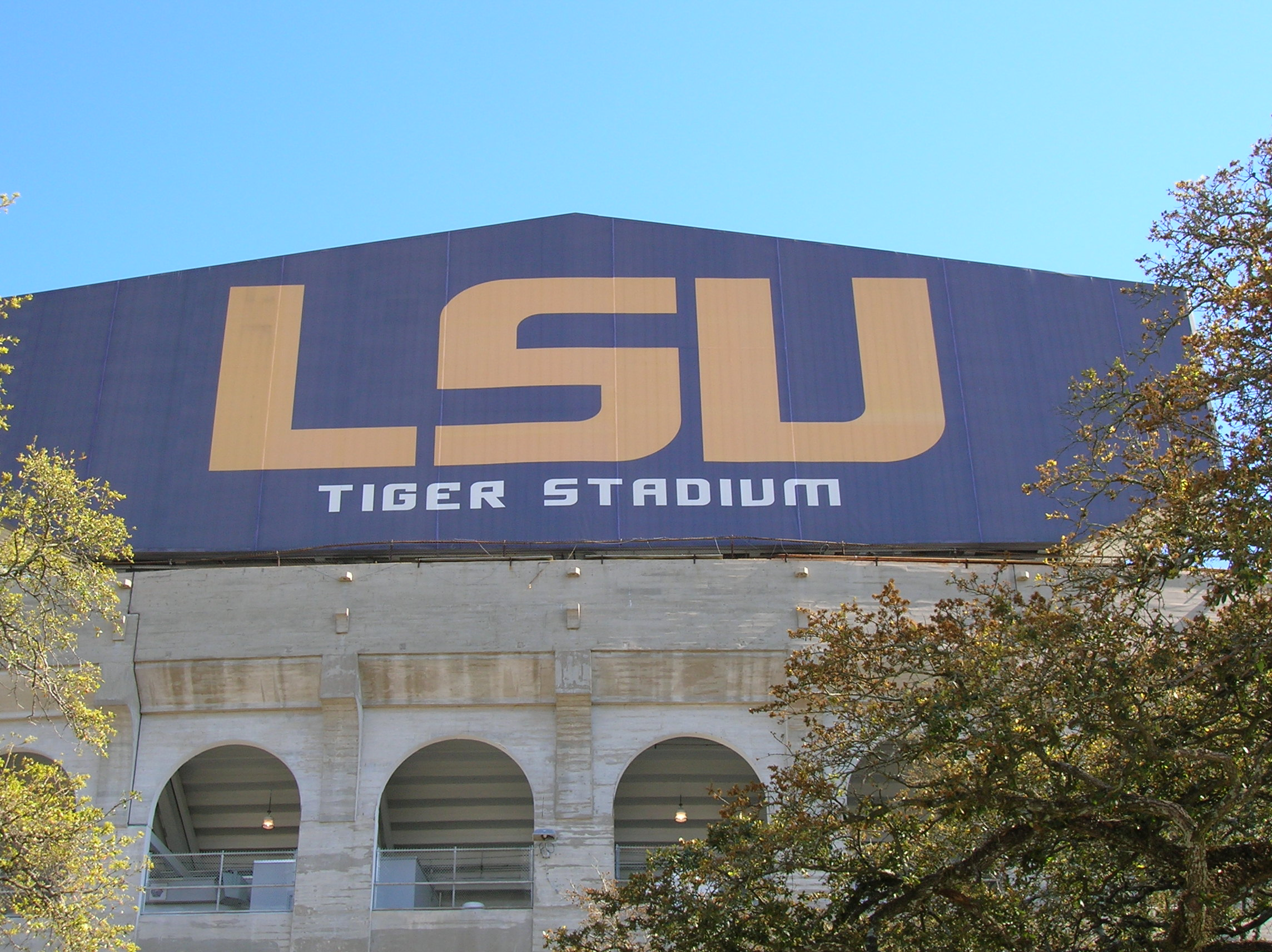
Trasera del marcador de la zona norte